# 红花绿绒蒿
红花绿绒蒿（学名：Meconopsis punicea）为罂粟科绿绒蒿属下的一个种。

## 扩展阅读
- 維基物種上的相關：红花绿绒蒿